# Граф Коксетера
Граф Коксетера — 3-регулярный граф с 28 вершинами и 42 рёбрам Все кубические дистанционно-регулярные графы известны, граф Коксетера — один из 13-ти таких графов.

## Свойства
Хроматическое число графа равно 3, хроматический индекс равен 3, радиус равен 4, диаметр — 4, а обхват — 7. Граф является также вершинно 3-связным и рёберно 3-связным.
Граф Коксетера является гипогамильтоновым — сам по себе он не содержит гамильтоновых циклов, но удаление любой вершины делает его гамильтоновым.
Число прямолинейных скрещиваний графа Коксетера равно 11 и это минимальный известный кубический граф с таким числом скрещиваний, хотя графы с 26 вершинами и числом скрещиваний 11 существовать могут.
Граф Коксетера можно построить из несколько меньшего дистанционно-регулярного графа Хивуда путём создания вершины для каждого 6-цикла в графе Хивуда и ребра для каждой несвязной пары 6-циклов.

## Алгебраические свойства
Группа автоморфизмов графа Коксетера — это группа порядка 336. Она действует транзитивно на вершины и рёбра графа, поэтому граф Фостера является симметричным. Граф имеет автоморфизмы, которые переводят любую вершину в любую другую и любое ребро в любое другое ребро. В списке Фостера граф Коксетера, указанный как F28A, является единственным кубическим симметричным графом с 28 вершинами.
Граф Коксетера однозначно определяется по его спектру, множеству собственных значений матрицы смежности графа.
Как конечный связный вершинно-транзитивный граф, не содержащий гамильтонов цикл, граф Коксетера является контрпримером варианта гипотезы Лаваша, но каноническая формулировка гипотезы требует наличия гамильтонова цикла.
Известно только пять вершинно-транзитивных графов без гамильтоновых циклов — полный граф K2, граф Петерсена, граф Коксетера и два графа, полученные из графов Петерсена и Коксетера путём замены каждой вершины треугольником.
Характеристический многочлен графа Коксетера равен {\displaystyle (x-3)(x-2)^{8}(x+1)^{7}(x^{2}+2x-1)^{6}}. Граф является единственным графом с таким полиномом, что делает граф однозначно определяемым по его спектру.

## Галерея
- Граф, полученный удалением любого ребра из графа Коксетера является гамильтоново-связным[англ.].
- Хроматическое число графа Коксетера равно 3.
- Число прямолинейных скрещиваний графа Коксетера равно  11.